# 县 (波兰)

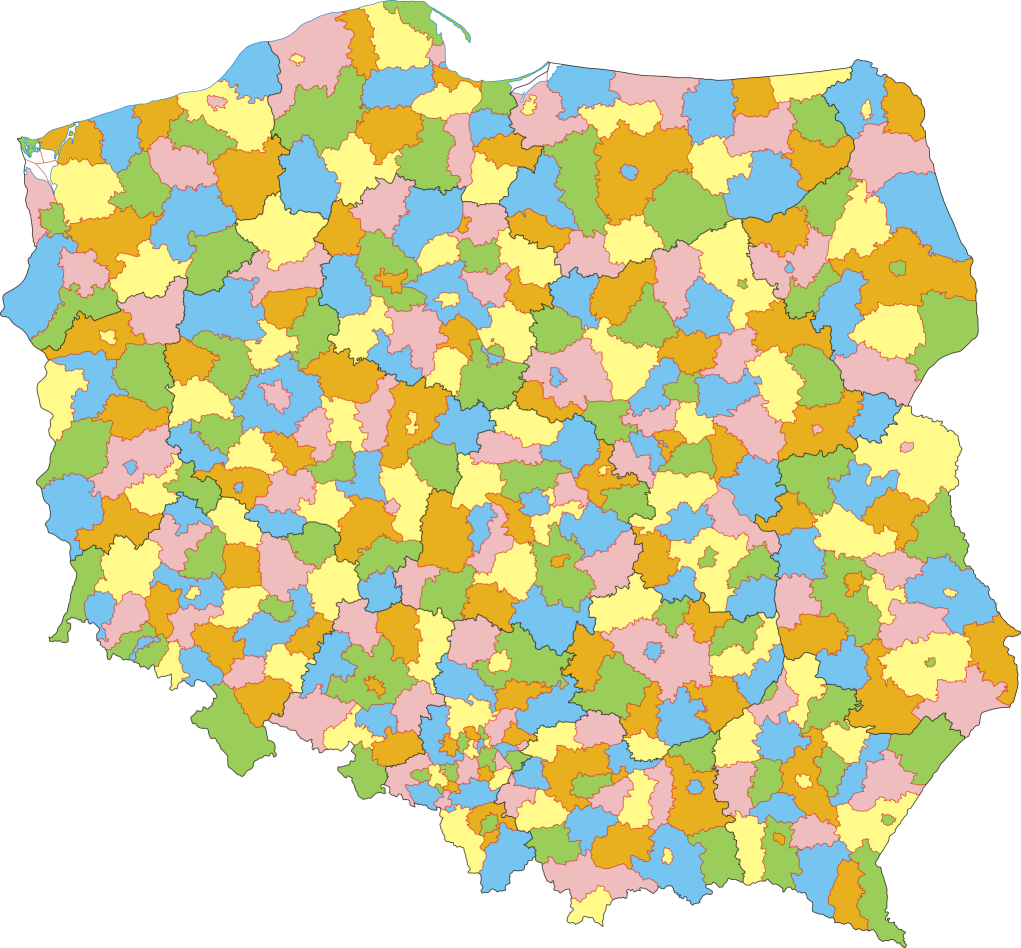
波兰诸县地图

县为波兰的第2级行政区划，位于省之下。縣之下為市镇。
县通常再下分为市镇。但城市及大型城镇以县的形式单独运作，并不再下分为市镇。这些市称为县级市（波蘭語：powiaty grodzkie，直译：「城市县」，直译：「具有县权的市」）。而普通的县也称为“乡村县”（powiaty ziemskie）
截至2020年1月1日，波兰全国有380个县级行政区划：314个县和66个为县级市。

## 行政运作
县的立法权归由选举产生的县议会（rada powiatu），而县的行政权则归由县议会推选出来的县委会，县委会由县长（直译：「长老」）来领导，由县长领导的机构称为县政府（starostwo）。但在县级市里不另设这些机构，对应的机构为市议会（rada miasta）、由直接选举产生的市长（burmistrz/prezydent）及市政府（urząd miasta）。
有些情况下县府并不位于该县的管辖范围之内。例如波茲南縣的县政府设在波茲南市内，但波茲南市本身为县级市，不属于波茲南县。
县的权力相对不多，因为很多本地及省级事务分别由市镇或省来管理。县有权决定的事务诸如：
- 高中教育（小学和初中则有市镇来决定）
- 医疗保健（县级层次）
- 公共交通
- 特定指定道路的维护
- 土地测量
- 外国人工作许可的发放
- 车牌管理